# 성첩

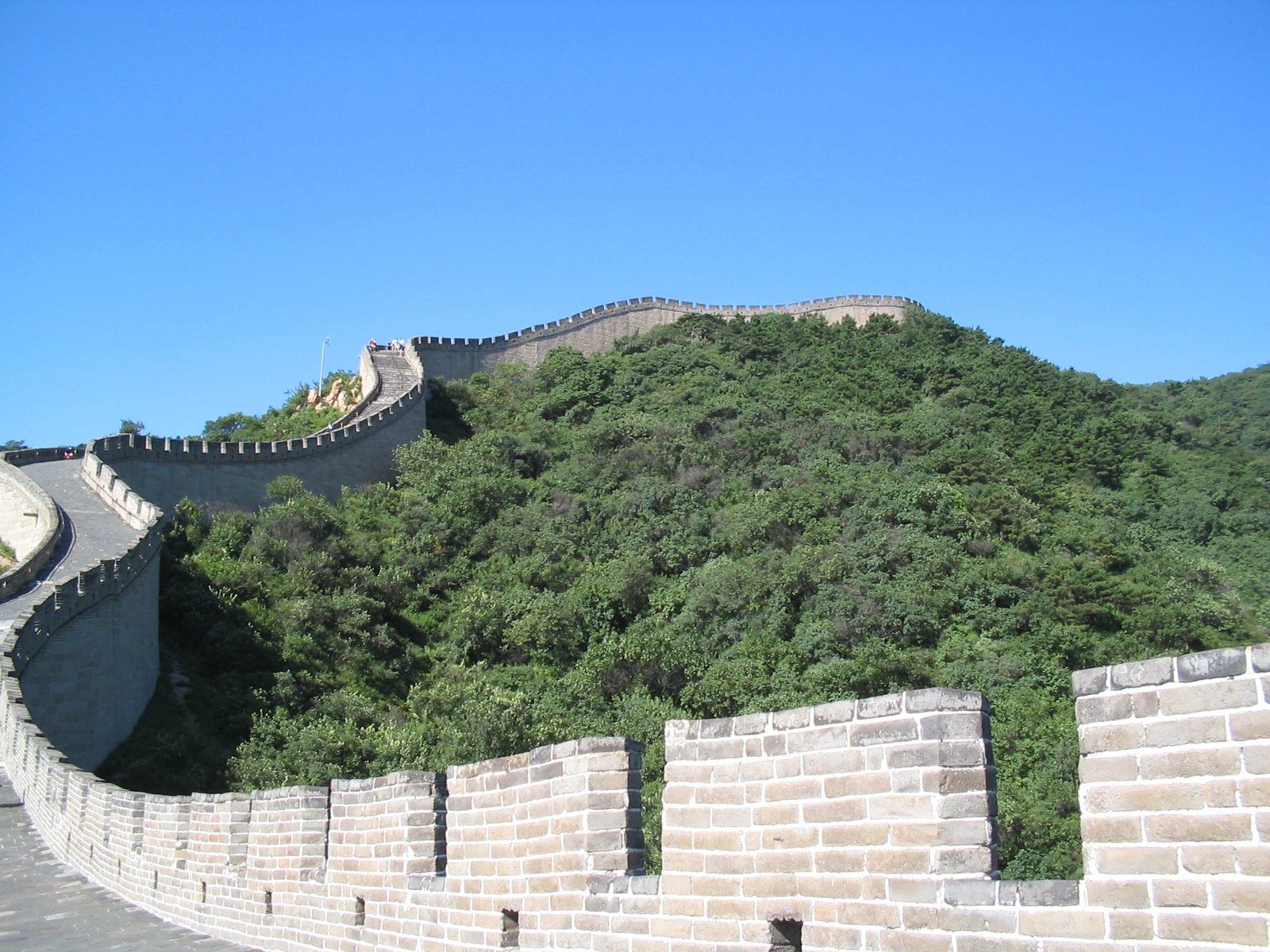
만리장성의 성첩

성첩(battlement, 배틀먼트), 즉 총안이 있는 흉벽은 성벽이나 성곽과 같은 방어 건축물의 한 요소로 난간(가슴 높이와 머리 높이 사이의 낮은 방어벽)으로 구성되며, 난간에는 종종 직사각형인 틈이나 홈이 간격을 두고 발생한다. 방어 내부에서 화살이나 기타 발사체를 발사한다. 이러한 틈은 총안이라고 한다.
전쟁에서 성첩의 기능은 수비수가 뒤에 숨을 수 있는 난간의 일부를 제공하여 방어자가 신속하게 발사체를 발사한 다음 난간 뒤로 후퇴할 수 있도록 하는 것이다. 방어 건물은 성첩으로 설계 및 건설될 수 있으며, 이전에 난간이 없었던 성첩을 추가하거나 기존 난간 벽에 총안을 절단하여 영주 저택을 강화할 수 있다. 중세 후기 영국 교회 건축의 독특한 특징은 교회 탑 꼭대기와 종종 낮은 벽 꼭대기에 총안이 있다는 것이다. 세속적인 건물의 많은 예처럼 이것들은 기능적이라기보다는 본질적으로 장식적이다.
총안 사이의 견고한 너비를 타(merlon)라고 한다. 벽의 성첩 뒤에는 회곽도(chemin de ronde)라고 불리는 통로가 보호되어 있다. 탑이나 건물 꼭대기에서는 평평한 지붕이 보호용 전투 플랫폼으로 사용되는 경우가 많다.